# Eusapia Palladino
Eusapia Palladino lub Paladino (ur. 21 stycznia 1854 w Minervino Murge, zm. 16 maja 1918 w Neapolu) – medium spirytystyczne, Włoszka.

## Życiorys
Sprowadzona w listopadzie 1893 r. przez Juliana Ochorowicza do Warszawy, do stycznia 1894 roku prowadziła seanse spirytystyczne, w których uczestniczyli m.in. Bolesław Prus, Sokrat Starynkiewicz i Ignacy Matuszewski. Dały one natchnienie kilku barwnym scenom powieści Prusa Faraon, rozpoczętej w r. 1894.